# پوکژونا (استان اوپوله)
پوکژونا (به لهستانی: Pokrzywna) یک منطقهٔ مسکونی در لهستان است که در گمینا گووخووازه واقع شده‌است. پوکژونا ۲۱۰ نفر جمعیت دارد.